# Лужок (Кормянский район)
Лужок (бел. Лужок) — агрогородок, центр Лужковского сельсовета Кормянского района Гомельской области Беларуси.

## География

### Расположение
В 15 км на юг от Кормы, в 75 км от железнодорожной станции Рогачёв (на линии Могилёв — Жлобин), в 104 км от Гомеля.

### Гидрография
На реке Горна (приток реки Сож).

## Транспортная сеть
Транспортные связи по просёлочной, затем автомобильной дороге Корма — Чечерск. Планировка состоит из 2 разделённых рекой частей: северной (к длинной почти широтной ориентации улицы присоединяются на востоке и западе 2 короткие улицы) и южной (короткая прямолинейная улица, ориентированная с юго-запада на северо-восток). Застройка двусторонняя, преимущественно деревянная усадебного типа. В 1987 году построены кирпичные дома на 50 семей, в которых разместились переселенцы из загрязнённых радиацией мест после катастрофы на Чернобыльской АЭС.

## История
Согласно письменным источникам известна с XVI века как селение в Речицком повете Минского воеводства Великого княжества Литовского. После 1-го раздела Речи Посполитой (1772 год) в составе Российской империи. Согласно ревизии 1859 года во владении помещика И. К. Быковского. С 1880-х годов действовал хлебозапасный магазин. В 1909 году 992 десятины земли, работали школа, часовня, мельница, в Расохской волости Рогачёвского уезда Могилёвской губернии. В 1913 году открыта школа, которая разместилась в наёмном крестьянском доме, а в 1919 году для неё было построено собственное здание.
В 1929 году организован колхоз «Большевик», работали 2 ветряные мельницы, кузница, шерсточесальня, конная круподёрка. Во время Великой Отечественной войны в боях около деревни погибли 25 советских солдат (похоронены в братской могиле около школы). На фронтах и в партизанской борьбе погибли 244 жителя, в память о них рядом с памятником на братской могиле установлены доски из их именами. С 1939 года центр Расохского, с 30 июня 1966 года Лужковского сельсовета. Согласно переписи 1959 года центр колхоза «Большевик», работали мельница, комбинат бытового обслуживания, средняя школа (в 1989 году построено новое кирпичное здание), Дом культуры, библиотека, отделение связи, магазин, амбулатория, детский сад.
В состав Лужковского сельсовета до 1986 года входил посёлок Замошье, до 1993 года посёлок Осиновка, до 1995 года деревня Александровка.

## Население
- 1909 год — 84 двора, 559 жителей
- 1959 год — 453 жителя (согласно переписи)
- 2004 год — 121 хозяйство, 360 жителей

## Известные уроженцы
- Г. М. Войтенков[бел.] — один из организаторов партизанского движения в Беларуси во время Великой Отечественной войны